# Magny-Châtelard
Magny-Châtelard ist eine französische Gemeinde mit 64 Einwohnern (Stand: 1. Januar 2022) im Département Doubs in der Region Bourgogne-Franche-Comté.

## Geographie
Magny-Châtelard liegt auf 558 m über dem Meeresspiegel, neun Kilometer nördlich von Valdahon und etwa 22 Kilometer östlich der Stadt Besançon (Luftlinie). Das Dorf erstreckt sich im Jura, am nördlichen Rand der weiten Plateaus von Valdahon und Vercel, dem sogenannten ersten Plateau des Juras, südlich des Taleinschnitts des Audeux.
Die Fläche des 4,20 km² großen Gemeindegebiets umfasst einen Abschnitt des französischen Juras. Das gesamte Gebiet wird vom nur schwach reliefierten Hochplateau von Valdahon eingenommen, das durchschnittlich auf 560 m liegt. Es zeigt ein lockeres Gefüge von Ackerland, Wiesland und Wald. Das Plateau besitzt keine oberirdischen Fließgewässer, weil das Niederschlagswasser im verkarsteten Untergrund versickert. Im Osten reicht der Gemeindeboden auf den Rücken der Höhe von Magny. Hier wird mit 610 m die höchste Erhebung von Magny-Châtelard erreicht. Nach Norden erstreckt sich das Areal bis oberhalb des Steilhangs, der zum Erosionstal des Audeux überleitet.
Nachbargemeinden von Magny-Châtelard sind Côtebrune und Aïssey im Norden, Chaux-lès-Passavant im Osten sowie Gonsans im Westen.

## Geschichte
Im 13. Jahrhundert wurde auf einem Vorsprung über dem Tal des Audeux zum Schutz des Klosters Grâce-Dieu eine Burg gegründet. In den Urkunden erscheint diese Burg erstmals 1255 unter dem Namen Chastelet. Im weiteren Verlauf änderte sich der Ortsname über Chastelay (1305) und Chasteler (1320) zu Chastelard (1552). Die Siedlung Magny wird 1547 erstmals schriftlich erwähnt. Die Burg und die umliegenden Häuser wurden 1639 im Dreißigjährigen Krieg von Truppen des Herzogs Bernhard von Sachsen-Weimar verwüstet. Mit der Freigrafschaft Burgund gelangte das Dorf mit dem Frieden von Nimwegen 1678 an Frankreich. Durch einen Brand wurde die Burg 1719 endgültig zerstört. Im Jahre 1801 fusionierten die beiden Ortschaften Magny und Châtelard zur heutigen Doppelgemeinde. Heute ist Magny-Châtelard Mitglied des Gemeindeverbandes Portes du Haut-Doubs.
Zum 1. Januar 2009 erfolgte eine Änderung der Arrondissementszugehörigkeit der Gemeinde. Bislang zum Arrondissement Besançon gehörend, kamen alle Gemeinden des Kantons zum Arrondissement Pontarlier.

## Sehenswürdigkeiten
Von der ehemaligen Burg sind nur noch wenige Ruinen erhalten.

## Bevölkerung
| Jahr                       | 1962 | 1968 | 1975 | 1982 | 1990 | 1999 | 2006 | 2016 |
| Einwohner                  | 42   | 44   | 31   | 25   | 20   | 19   | 16   | 60   |
| Quellen: Cassini und INSEE |      |      |      |      |      |      |      |      |

Mit 64 Einwohnern (1. Januar 2022) gehört Magny-Châtelard zu den kleinsten Gemeinden des Départements Doubs. Nachdem die Einwohnerzahl in der ersten Hälfte des 20. Jahrhunderts deutlich abgenommen hatte (1881 wurden noch 78 Personen gezählt), wird in jüngster Zeit eine Bevölkerungszunahme verzeichnet.

## Wirtschaft und Infrastruktur
Magny-Châtelard war bis weit ins 20. Jahrhundert hinein ein vorwiegend durch die Landwirtschaft (Ackerbau, Obstbau und Viehzucht) und die Forstwirtschaft geprägtes Dorf. Noch heute leben die Bewohner zur Hauptsache von der Tätigkeit im ersten Sektor. Außerhalb des primären Sektors gibt es keine Arbeitsplätze im Dorf. Einige Erwerbstätige sind auch Wegpendler, die in den umliegenden größeren Ortschaften ihrer Arbeit nachgehen.
Die Ortschaft liegt abseits der größeren Durchgangsstraßen an einer Departementsstraße, die von Gonsans nach Chaux-lès-Passavant führt.